# Temporada da NHL de 1947–48
A temporada da NHL de 1947–48 foi a 31.ª  temporada da National Hockey League (NHL). Seis times jogaram 60 partidas cada. O Toronto Maple Leafs foi o campeão da Stanley Cup. Ele derrotou o Detroit Red Wings por 4-0. Essa temporada viu a introdução de um novo troféu– Troféu Art Ross – que seria entregue ao jogador que marcasse mais pontos na temporada regular.

## Temporada Regular
A temporada viu o retorno da Jogo das Estrelas da NHL, uma ideia que, embora proposta na temporada anterior, teve frutos apenas nessa temporada. O jogo da estrelas, todavia, viu uma grave lesão no tornozelo do atacante do Chicago Black Hawks Bill Mosienko, que quase perdeu sua carreira. Outros astros encerrariam a carreira, terminando com a Linha do Murro do Montreal Canadiens e a Linha Kraut do Boston Bruins. Todavia, essa temporada viu a criação da Linha de Produção do Detroit Red Wings. A política de jogadores elevarem seus tacos para significar que um gol foi marcado também foi iniciada nessa temporada, com a sugestão de Frank Patrick, com o atacante dos Habs Billy Reay sendo o primeiro a fazê-lo, em 13 de novembro de 1947. A temporada também viu o jogador do Boston Don Gallinger suspenso indefinidamente por conta da investigação de atividades ilícitas, e o jogador do New York Rangers Billy "The Kid" Taylor sendo expulso para sempre por Jogo de azar.
Com 7 jogos decorridos da temporada, o Toronto Maple Leafs e o Chicago Black Hawks fizeram, naquele tempo, a maior troca na história da NHL. Os Maple Leafs enviaram cinco jogadores para os Black Hawks em troca de Max Bentley e do estreante da posição de asa Cy Thomas. Thomas jogou apenas oito partidas naquele ano mas Bentley deu aos Leafs uma força ofensiva muito necessária para propelir o time para a primeira posição geral e para o título da Stanley Cup.
O New York Rangers decidiu fazer uma troca para melhorar sua sorte e enviou Hal Laycoe, Joe Bell, e George Robertson para Montreal em troca de Buddy O'Connor e do defensor Frank Eddolls. Montreal perdeu O'Connor, já que sua média de golss despencou. Ken Mosdell esteve de fora do início da temporada com um braço quebrado, Rocket Richard teve problemas com um joelho lesionado e Murph Chamberlain quebrou sua perna. Em uma tentativa de aumentar a média de gols, Montreal trocou Jimmy Peters e Johnny Quilty com Boston por Joe Carveth, mas a sina continuou. Todavia, o pior aconteceu em 11 de janeiro de 1948, quando os Canadiens enfrentaram os Rangers no Madison Square Garden. Os Habs perderam mais do que um jogo quando Bill Juzda levou Toe Blake contra a parede, quebrando o tornozelo de Blake e terminando sua carreira. Foi, também, o fim da famosa  "Linha do Murro". (Ironicamente, na mesma noite, a carreira de Johnny Quilty foi terminada com uma fratura múltipla da perna). Os Canadiens deixaram de participar dos playoffs pela primeira vez desde 1940, e Bill Durnan, pela única vez em sua carreira, falhou em conseguir o Troféu Vezina. Essa temporada foi também a última em que um goleiro poderia ser nomeado capitão do seu time. Bill Durnan foi o último goleiro na história da NHL a ser capitão. O jogador do Toronto Turk Broda venceu o Vezina nessa temporada.

### Classificação Final
Nota: PJ = Partidas Jogadas, V = Vitórias, D = Derrotas, E = Empates, Pts = Pontos, GP = Gols Pró, GC = Gols Contra

Times que se classificaram aos play-offs estão destacados em negrito
| National Hockey League | PJ | V  | D  | E  | Pts | GP  | GC  |
| ---------------------- | -- | -- | -- | -- | --- | --- | --- |
| Toronto Maple Leafs    | 60 | 32 | 15 | 13 | 77  | 182 | 143 |
| Detroit Red Wings      | 60 | 30 | 18 | 12 | 72  | 187 | 148 |
| Boston Bruins          | 60 | 23 | 24 | 13 | 59  | 167 | 168 |
| New York Rangers       | 60 | 21 | 26 | 13 | 55  | 176 | 201 |
| Montreal Canadiens     | 60 | 20 | 29 | 11 | 51  | 147 | 169 |
| Chicago Black Hawks    | 60 | 20 | 34 | 6  | 46  | 195 | 225 |

### Artilheiros
PJ = Partidas Jogadas, G = Gols, A = Assistências, Pts = Pontos, PEM = Penalizações em Minutos
| Jogador         | Time                                      | PJ | G  | A  | Pts | PEM |
| --------------- | ----------------------------------------- | -- | -- | -- | --- | --- |
| Elmer Lach      | Montreal Canadiens                        | 60 | 30 | 31 | 61  |     |
| Buddy O'Connor  | New York Rangers                          | 60 | 24 | 36 | 60  |     |
| Doug Bentley    | Chicago Black Hawks                       | 60 | 20 | 37 | 57  |     |
| Gaye Stewart    | Toronto Maple Leafs / Chicago Black Hawks | 61 | 27 | 29 | 56  |     |
| Max Bentley     | Black Hawks / Toronto Maple Leafs         | 59 | 26 | 28 | 54  |     |
| Bud Poile       | Toronto Maple Leafs / Chicago Black Hawks | 58 | 25 | 29 | 54  |     |
| Maurice Richard | Montreal Canadiens                        | 53 | 28 | 25 | 53  |     |
| Syl Apps        | Toronto Maple Leafs                       | 55 | 26 | 27 | 53  |     |
| Ted Lindsay     | Detroit Red Wings                         | 60 | 33 | 19 | 52  |     |
| Roy Conacher    | Chicago Black Hawks                       | 52 | 22 | 27 | 49  |     |

### Goleiros Líderes
PJ = Partidas Jogadas, V = Vitórias, D = Derrotas, E = Empates, TNG = Tempo no Gelo (minutos), GC = Gols Contra, JSG= Jogos sem Gol MGC = Média de gols contra
| Jogador       | Time                | PJ | TNG  | GC  | JSG | MGC  |
| ------------- | ------------------- | -- | ---- | --- | --- | ---- |
| Turk Broda    | Toronto Maple Leafs | 60 | 3600 | 143 | 5   | 2.38 |
| Harry Lumley  | Detroit Red Wings   | 60 | 3592 | 147 | 7   | 2.46 |
| Bill Durnan   | Montreal Canadiens  | 59 | 3505 | 162 | 5   | 2.77 |
| Frank Brimsek | Boston Bruins       | 60 | 3600 | 168 | 3   | 2.80 |
| Jim Henry     | New York Rangers    | 48 | 2800 | 153 | 2   | 3.19 |
| Emile Francis | Chicago Black Hawks | 54 | 3240 | 183 | 1   | 3.39 |

## Playoffs
Todas as datas em 1948

### Semifinais
A primeira rodada dos playoffs viu o terceiro colocado Boston Bruins enfrentar o primeiro Tooronto Maple Leafs e o quarto colocado New York Rangers contra o segundo Detroit Red Wings.

#### Toronto vs. Boston
Toronto bateu Boston por 4-1, embora Boston tenha chegado perto. Três dos cinco jogos foram decididos por um gol. 
Boston Bruins vs. Toronto Maple Leafs
| Data        | Visitante           | Placar | Mandante            | Placar | Notas |
| ----------- | ------------------- | ------ | ------------------- | ------ | ----- |
| 24 de março | Boston Bruins       | 4      | Toronto Maple Leafs | 5      | (OT)  |
| 27 de março | Boston Bruins       | 3      | Toronto Maple Leafs | 5      |       |
| 30 de março | Toronto Maple Leafs | 5      | Boston Bruins       | 1      |       |
| 1 de abril  | Toronto Maple Leafs | 2      | Boston Bruins       | 3      |       |
| 3 de abril  | Boston Bruins       | 2      | Toronto Maple Leafs | 3      |       |

Toronto venceu a série melhor de 7 por 4-1

#### NY Rangers vs. Detroit
Parecia que seria uma série apertada inicialmente já que, após , os Blueshirts perderem os dois primeiros jogos, a  Linha de Produção dos Wings ficou preguiçosa. Mas os jogadores, Ted Lindsay e Gordie Howe escolheram seguir a frase recente de Lindsay —
“Nesse jogo, você deve ser malvado, senão será empurrado.”
 (Glenn Liebman, Hockey Shorts: 1,001 of the Game's Funniest One Liners" (Contemporary Books, 1996) ) —
Detroit estava agora atrás da caneca de Lord Stanley  pela quarta vez em seis anos.
New York Rangers vs. Detroit Red Wings
| Data        | Visitante         | Placar | Mandante          | Placar | Notas |
| ----------- | ----------------- | ------ | ----------------- | ------ | ----- |
| 24 de março | New York Rangers  | 1      | Detroit Red Wings | 2      |       |
| 26 de março | New York Rangers  | 2      | Detroit Red Wings | 5      |       |
| 28 de março | Detroit Red Wings | 2      | New York Rangers  | 3      |       |
| 30 de março | Detroit Red Wings | 1      | New York Rangers  | 3      |       |
| 1 de abril  | New York Rangers  | 1      | Detroit Red Wings | 3      |       |
| 4 de abril  | Detroit Red Wings | 4      | New York Rangers  | 2      |       |

Detroit venceu a série melhor de 7 por4-2

### Finais
Detroit Red Wings vs. Toronto Maple Leafs
| Data        | Visitante | Placar | Mandante | Placar | Notas |
| ----------- | --------- | ------ | -------- | ------ | ----- |
| 7 de abril  | Detroit   | 3      | Toronto  | 5      |       |
| 10 de abril | Detroit   | 2      | Toronto  | 4      |       |
| 11 de abril | Toronto   | 2      | Detroit  | 0      |       |
| 14 de abril | Toronto   | 7      | Detroit  | 2      |       |

Toronto venceu a série melhor de 7 por 4-0

### Artilheiros do play-off da NHL
PJ = Partidas Jogadas, G =Gols, A = Assistências, Pts = Pontos, 
| Jogador     | Time                | PJ | G | A | Pts |
| ----------- | ------------------- | -- | - | - | --- |
| Ted Kennedy | Toronto Maple Leafs | 9  | 8 | 6 | 14  |

## Prêmios da NHL
| Copa O'Brien:              | Detroit Red Wings               |
| Troféu Príncipe de Gales:  | Toronto Maple Leafs             |
| Troféu Art Ross:           | Elmer Lach, Montreal Canadiens  |
| Troféu Memorial Calder:    | Jim McFadden, Detroit Red Wings |
| Troféu Memorial Hart:      | Bud O'Connor, New York Rangers  |
| Troféu Memorial Lady Byng: | Bud O'Connor, New York Rangers  |
| Troféu Vezina:             | Turk Broda, Toronto Maple Leafs |

### Times das Estrelas
| Primeiro Time                       | Position | Segundo Time                      |
| ----------------------------------- | -------- | --------------------------------- |
| Turk Broda, Toronto Maple Leafs     | G        | Frank Brimsek, Boston Bruins      |
| Bill Quackenbush, Detroit Red Wings | D        | Ken Reardon, Montreal Canadiens   |
| Jack Stewart, Detroit Red Wings     | D        | Neil Colville, New York Rangers   |
| Elmer Lach, Montreal Canadiens      | C        | Buddy O'Connor, New York Rangers  |
| Maurice Richard, Montreal Canadiens | RW       | Bud Poile, Chicago Black Hawks    |
| Ted Lindsay, Detroit Red Wings      | LW       | Gaye Stewart, Chicago Black Hawks |

## Estreias
O seguinte é uma lista de jogadores importantes que jogaram seu primeiro jogo na NHL em 1947-48 (listados com seu primeiro time, asterisco(*) marca estreia nos play-offs):
- Ed Sandford, Boston Bruins
- Paul Ronty, Boston Bruins
- Metro Prystai, Chicago Black Hawks
- Marty Pavelich, Detroit Red Wings
- Red Kelly, Detroit Red Wings
- Floyd Curry, Montreal Canadiens
- Tom Johnson, Montreal Canadiens
- Gerry McNeil, Montreal Canadiens
- Doug Harvey, Montreal Canadiens
- Fleming MacKell, Toronto Maple Leafs
- Tod Sloan, Toronto Maple Leafs

## Últimos Jogos
O seguinte é uma lista de jogadores importantes que jogaram seu último jogo na NHL em 1947-48 (listados com seu último time):
- John Quilty, Boston Bruins
- John Mariucci, Chicago Black Hawks
- Toe Blake, Montreal Canadiens
- Bryan Hextall, New York Rangers
- Phil Watson, New York Rangers
- Billy Taylor, New York Rangers
- Syl Apps, Toronto Maple Leafs
- Nick Metz, Toronto Maple Leafs